# Jacek Michalski (rysownik)
Jacek Michalski (ur. 8 marca 1964 w Bydgoszczy) – polski rysownik komiksów oraz ilustrator. Współzałożyciel „Studia Komiks Polski” oraz magazynu „Awantura”. Rysownik m.in. cyklu komiksów Aurora (scenariusz: Andrzej Janicki) oraz serii Obywatel (scenariusz: Jerzy Szyłak) i Tajemnice DAG Fabrik (scenariusz: Maciej Jasiński).
Publikował m.in. w magazynach „AQQ”, „Awantura”, „Czas komiksu”, „Fenix”, „KKK”, „Komiks Forum”, „Komiks i my”, „Produkt”, „Ziniol”.
Zdobywca głównej nagrody w konkursie na polskiego superbohatera ogłoszonym przez wydawnictwo TM-Semic w 1992 za komiks Muskulator kontra Dr Lisowski.

## Wystawy
- 1991 – 1998 – wystawy w ramach Ogólnopolskiego Konwentu Twórców Komiksu, Łódź
- 1996 – „Sztuka komiksu”, Galeria Bielska BWA
- 1998 – „Współczesny komiks polski 1991 – 1997”, Muzeum Okręgowe, Toruń
- 1998 – „La bande dessinée en Pologne 1919-1998”, Château de Saint-Auvent (Saint-Auvent), Fédération des Compagnons du Tour de France (Limoges)
- 2017 – „Memoria e narrazione. Il fumetto storico polacco”, Napoli COMICON[1]
- 2017 – „Klasycy z Bydgoszczy”, Międzynarodowy Festiwal Komiksu i Gier w Łodzi
- 2017 – „Pamięć i opowiadanie. Polski komiks historyczny”, BWA Jelenia Góra[2]
- 2018 – „Pamięć i opowiadanie. Polski komiks historyczny”, MBWA Leszno
- 2020 – „Slovo a obraz. Súčasný poľský komiks”, Instytut Polski w Bratysławie[3]
- 2022 – „La bande dessinée polonaise au Festival d’Angoulême”, Angoulême[4]